# セックス山
セックス山 (セックスさん、Sex Peak) はアメリカ合衆国モンタナ州サンダーズ郡にある山。クートニー国立公園の森内に位置する。標高は5,751フィート (1,753 m)で、モンタナ州内では2052番目に高い山である。
名前の由来は性行為で、森林の管理人と居住者の雑談からその名が付けられたとされている。
山頂にはかつて火の見櫓として使用されていたセックス山観測小屋があり、レクリエーション施設として合衆国森林局から終日借用することができる。